# Heinrich Daniel Schmid
Heinrich Daniel Schmid (* 23. April 1805 in Waltenheim-sur-Zorn, Frankreich; † 14. November 1873 in Wien, Österreich-Ungarn) war ein elsässisch-österreichischer Industrieller und Maschinenbauer.
Der Sohn eines Stabsarztes der kaiserlichen französischen Armee studierte am Polytechnikum in Zürich und trat nach dem Abschluss des Studiums in das Straßburger Maschinenbauunternehmen Rollé & Schwilgué ein, welches vornehmlich Brückenwaagen erzeugte. Im Zuge einer Errichtung eines Zweigwerkes in Österreich ab 1831 kam Schmid nach Wien, wo er sich 1844 in Nachfolge von Rollé & Schwilgué selbstständig machte. 1852 errichtete er ein Werk in Wien-Simmering und gründete somit die Simmeringer Maschinen- und Waggonbau-Fabrik, die spätere Simmering-Graz-Pauker AG. Die Firma wurde einer der bedeutendsten Hersteller von Eisenbahnfahrzeugen in Europa. 1869 wandelte Schmid das Unternehmen in eine Aktiengesellschaft um und zog sich in Folge aus dem Unternehmen zurück. Das Werk existiert als Teil der Siemens AG Österreich noch heute.